# 강화 김씨
강화 김씨(江華金氏)는 인천광역시 강화군을 본관으로 하는 한국의 성씨이다. 동성동본(同姓同本)이면서도 시조(始祖)를 달리하는 3계통(系統)이 있다.

## 역사
강화 김씨(江華 金氏)는 경순왕의 후예로  경주 김씨(慶州 金氏)에서 분적 하였다. 동성동본(同姓同本)이면서도 시조(始祖)를 달리하는 3계통(系統)이 있다.

### 개성파(開城派)
시조 김성(金晟)은 고려 명종(鳴鐘)때 참지정사(參知政事)를 지내고 나라에 공(功)을 세워 하음백(河陰伯)에 봉해져 후손들이 그를 1세조로 하고 본관을 강화(江華)로 하였다. 하음(河陰)은 강화(江華)의 고호이다. 일명 강화파(江華派)라고도 한다.

### 숙천파(肅川派)
시조 김광(金光)은 홍문관직제학(弘文館直提學)을 거쳐 병조참판(兵曹參判)에 올랐으나, 1498년(연산군 4) 무오사화(戊午士禍)에 연루되어 화(禍)를 입고 평안남도 숙천(肅川)으로 유배 당해 후손(後孫)들이 그를 1세조로 하였다. 그의 선조 김인경(金仁鏡)은 경주인(慶州人)인데 고려 고종 초 거란군을 토벌할 때 판관(判官)으로 큰 공을 세워 정숙공(貞肅公)에 봉해지고, 그의 아들 김궤(金軌)는 1232년(고종19) 몽고의 침입 때 왕이 강화(江華)로 몽진할 때 상서(尙書)로서 왕을 호종하였는데 그 후 자손이 강화(江華)에 남아 살게 되면서부터 본관을 강화(江華)로 하였다고 한다.

### 의주파(義州派)
시조 김송학(金松鶴)은 김광(金光)의 증손(曾孫)이라 하며, 조선조(朝鮮朝)에 훈련원주부(訓鍊院主簿)를 지냈다. 그의 조부 김태후(金泰후)는 김인경(金仁鏡)의 후손으로, 김종직(金宗直)의 문하생이며, 벼슬이 훈련원도정(訓鍊院郡正)에 이르렀으나, 1498년(연산군4) 무오사화(戊午士禍)가 일어나자 강화(江華)로 피신했지만, 류자광(柳子光)의 탄핵으로 평안북도 용천(龍川)에 유배당했다가 이듬해 사면되었으나 돌아오지 않고 용천(龍川)에 세거하면서부터 본관을 강화(江華)로 하게 되었다고 한다. 일명 용천파(龍川派)라고도 한다.

### 숙천파·의주파 관계
'숙천파'와 '의주파'가 일원화 되지 못하는 이유는 의주파 시조 김송학(金松鶴)의 조부의 이름 차이로, '의주파'에는 조부가 김태후(金泰후)라 하며, '숙천파'에서는 김옥점(金玉點)라 한다. 하지만 그 유래가 비슷한 것으로 보아 같은 계통이 아닌가 싶다.

## 본관
강화(江華)는 경기도 북서부에 위치한 우리나라 다섯 번째 섬으로 일찌기 단군신화(檀君神話)에도 등장한 유서 깊은 고장이다. 옛날에는 갑비고차(甲比古次)이며, 고구려 때에는 혈구군(穴口郡), 신라 때에는 해구군(海口郡)이라 하였으며, 940년(고려 태조 23) 강화(江華)로 개칭 되었다. 1232년(고려 고종 11) 몽고의 침입 때와 조선 병자호란 때에는 임시수도(臨時首都)의 역할을 하였고, 한양의 관문에 위치한 까닭으로 근세(近世)에 이르러서는 병인양요(丙寅洋擾)· 신미양요(辛未洋擾)· 운양호사건(雲揚號事件) 등 역사적인 사건의 무대가 되기도 하였다. 1906년(광무 10)에 강화군이 되었다가, 1995년 경기도에 속하였다가 인천광역시로 편입되었다.

## 인물

### 개성파(開城派)
- 김장생(金長生) : 고려 때 추밀원부사(樞密院副使)
- 김원벽(金元壁) : 문하시중(門下侍中), 찬성사(贊成事)
- 김성손(金性孫) : 상장군(上將軍)
- 김인보(金仁輔) : 상장군 김성손(金性孫) 아들, 전라우도수군우후(全羅右道水軍虞侯)
- 김의보(金義輔) : 선전관(宣傳官), 감찰(監察)
- 김예보(金禮輔) : 慈仁縣監(자인현감)
- 김지보(金智輔) : 훈련원판관(訓鍊院判官)
- 김경언(金慶彦) : 삭녕군수(朔寧郡守)
- 김경우(金慶禹) : 서천군수(舒川郡守)
- 김경준(金慶俊) : 통정대부(通政大夫)
- 김성범(金成範) : 명천현감(明川縣監), 수원판관(水原判官), 호조정랑(戶曹正郞)(호조정랑)
- 김성헌(金成憲) : 서천군수(舒川郡守), 김해부사(金海府使)

### 숙천파(肅川派)
- 김도순(金道淳) : 김광(金光)의 아들,  통례원(通禮院) 우통례(右通禮)
- 김철손(金哲遜) : 지중추부사(知中樞府事)
- 김구정(金九鼎) : 부호군(副護軍)
- 김여전(金汝銓) : 참의(參議)

### 의주파(義州派)
- 김계후(金繼厚) : 무과 급제, 무오사화(戊午士禍)때 화(禍)를 입음
- 김봉원(金鳳元) : 절충장군(折衝將軍)
- 김지정(金志禎) : 사과(司果)
- 김이순(金履淳) : 부호군(副護軍)

## 과거 합격자

### 문과
- 김용(金鎔) : 1546년(명종 1) 식년시(式年試) 병과(丙科), 함흥판관, 장례원사의(掌隷院司議)
- 김휜金萱) : 1646년(인조 24) 식년시(式年試)

### 무과
- 김대보(金大寶) : 1583년(선조 16) 별시(別試) 병과(丙科), 보인(保人)
- 김대진(金大進) : 1637년(인조 15) 별시(別試) 병과(丙科), 수문장(守門將)
- 김명호(金明浩) : 1651년(효종 2) 식년시(式年試) 을과(乙科), 부사과(副司果)
- 김여정(金汝錠) : 1652년(효종 3) 증광시(增廣試) 병과(丙科), 정략장군(定略將軍)
- 김시하(金時夏) : 1672년(현종 13) 별시(別試) 병과(丙科), 한량(閑良)
- 김무남(金武男). 김무남(金武男), 김시명(金始鳴), 김윤찬(金胤贊), 김의담(金義淡), 김의익(金義益), 김이도(金履道), 김정묵(金正默), 김중익(金重益)

### 사마시
- 김용(金鎔), 김훤(金楦)